# Argentina na Letních olympijských hrách 1968
Argentina se účastnila Letní olympiády 1968 v Mexiku ve 12 sportech. Zastupovalo ji 89 sportovců (84 mužů a 5 žen).

## Medailové pozice
| Medaile | Jméno           | Sport     | Disciplína                  |
| ------- | --------------- | --------- | --------------------------- |
| Bronz   | Alberto Demiddi | Veslování | skif                        |
| Bronz   | Mario Guilloti  | Box       | váha lehká střední do 67 kg |